# Bojnik
Bojnik (in serbo Бојник?) è un villaggio e una municipalità del distretto di Jablanica nel sud-est della Serbia centrale.

## Municipalità
La municipalità di Bojnik comprende, oltre a Bojnik, anche i seguenti villaggi:
| - Borince - Brestovac - Crkvice - Ćukovac - Đinđuša - Dobra Voda - Donje Konjuvce - Dragovac - Dubrava - Gornje Brijanje | - Gornje Konjuvce - Granica - Ivanje - Kacabać - Kamenica - Kosančić - Lapotince - Lozane - Magaš - Majkovac | - Mijajlica - Mrveš - Obilić - Obražda - Orane - Plavce - Pridvorica - Rečica - Savinac - Slavnik | - Stubla - Turjane - Vujanovo - Zeletovo - Zorovac |  |

## Galleria d'immagini

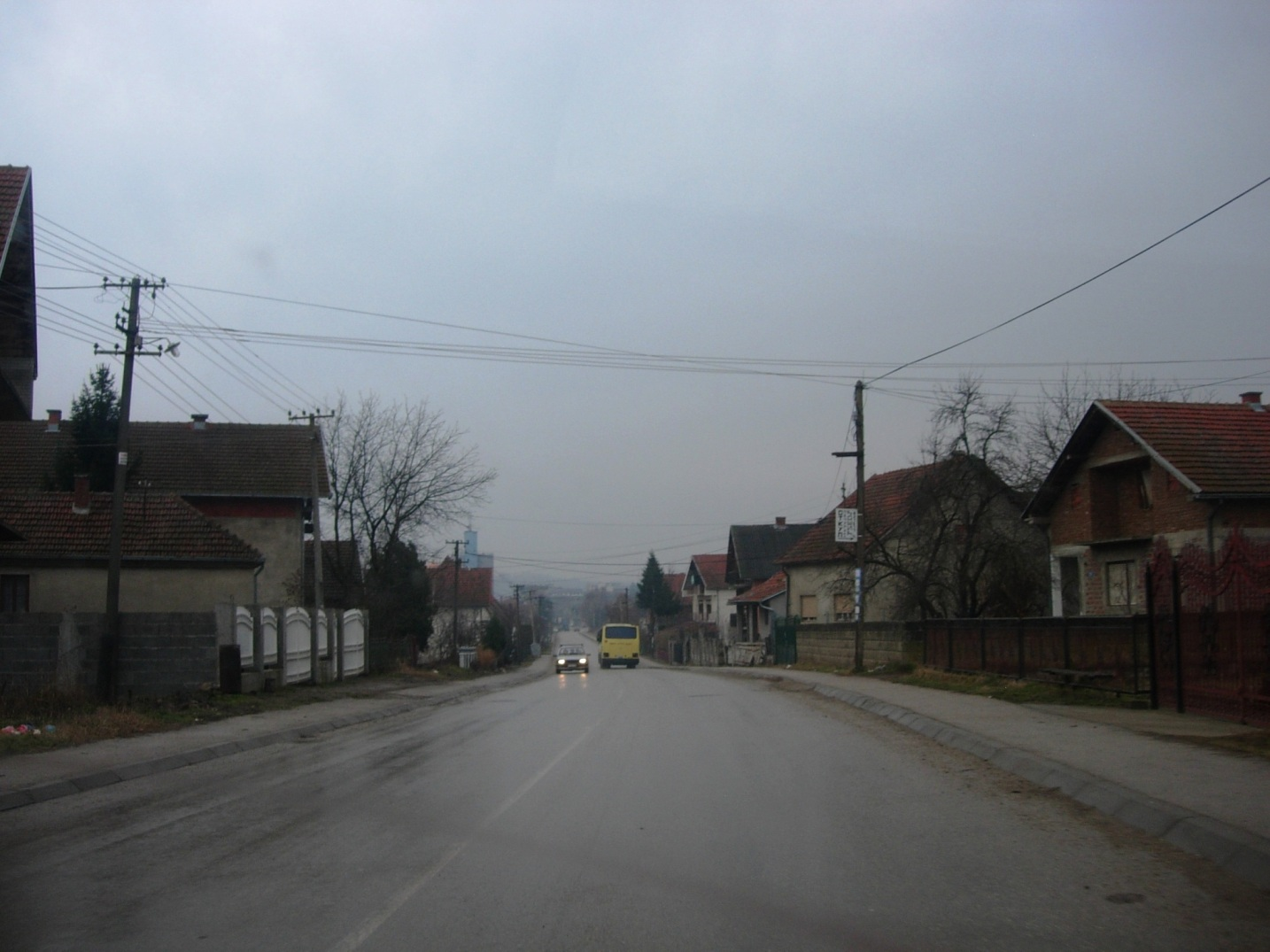
Strada